# Firefly (авіакомпанія)

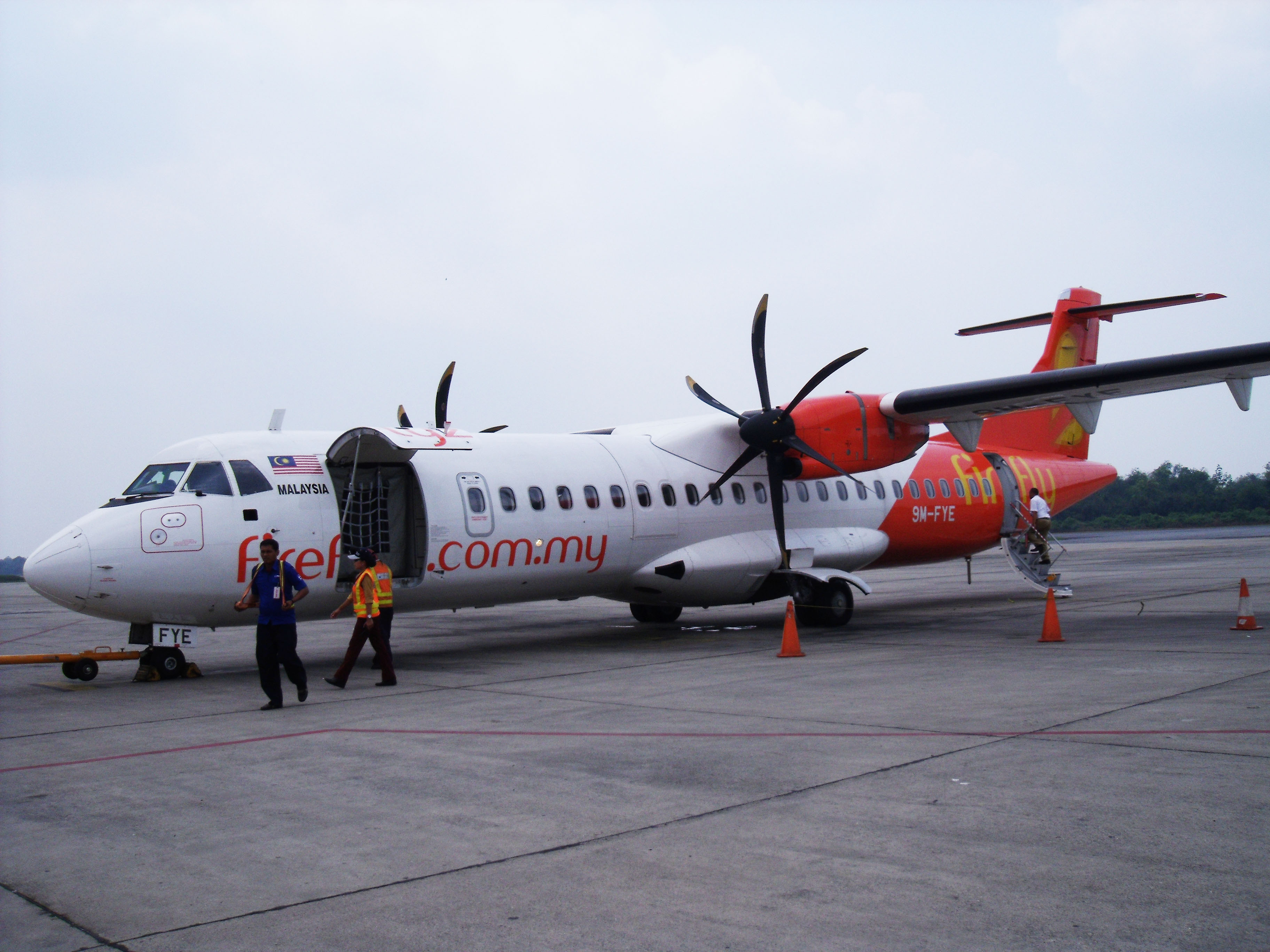
ATR72-500 авіакомпанії Firefly в Міжнародному аеропорту Паканбару

FlyFirefly Sdn Bhd, що діє як Firefly, — бюджетна авіакомпанія Малайзії зі штаб-квартирою в Аеропорту імені султана Шах-Абдул-Азіза (Субанг, Селангор), повністю належить національному державному авіаперевізнику Malaysia Airlines.
Головним транзитним вузлом (хабом) авіакомпанії є аеропорт імені султана Шах-Абдул-Азіза в Субанзі, в ролі додаткових хабів використовуються Міжнародний аеропорт Пенанг і Міжнародний аеропорт Сенаї.
Перший комерційний рейс авіакомпанії був виконаний 3 квітня 2007 року з Пенанга в Кота-Бару.

## Маршрутна мережа
Firefly експлуатує три транзитних вузла в аеропортах Пенанга, Субанга і Себаї, пов'язуючи їх щільною мережею регулярних рейсів з головним хабом Malaysia Airlines в Міжнародному аеропорту Куала-Лумпура. Основними маршрутами місцевого значення авіакомпанії з Пенанга є пункти призначення у Лангкаві, Кота-Бару, Субанг, Куала-Теренггану та Куантан. В аеропорти цих міст виконується за два регулярних рейси щодоби. Раз на добу з Пенанга здійснюються рейси в Таїланд на острови Самуї і Пхукет. Регулярні рейси з Субанга виконуються в аеропорти Пенанга, Лангкаві, Алор-Сетара, Джохор-Бару, Куала-Теренггану, Кота-Бару, Сінгапур, таїландський Самуї і індонезійська Пеканбару.
8 березня 2009 року авіакомпанія призупинила регулярні перевезення з Пенанга у Куала-Теренггану, Кота-Бару, Кох-Сауї і Куантан, відновивши їх лише через два роки.
- Індонезія
  - Батам — Аеропорт Ханг-Надім
  - Банда-Ачех — Міжнародний аеропорт Банда-Ачех
  - Медан — Міжнародний аеропорт Медан
  - Пеканбару — Міжнародний аеропорт Паканбару
- Малайзія
  - Алор-Стар — Аеропорт імені султана Абдула Халіма
  - Іпох — Аеропорт імені султана Азлана Шаха
  - Джохор-Бару — Міжнародний аеропорт Сенаї
  - Кертех — Аеропорт Кертех
  - Кота-Бару — Аеропорт імені султана Ісмаїла Петра
  - Кота-Кінабалу — Міжнародний аеропорт Кота-Кінабалу
  - Куала-Лумпур — Міжнародний аеропорт Куала-Лумпур
  - Куала-Тренггану — Аеропорт імені султана Махмуда
  - Куантан — Аеропорт імені султана Хаджі Ахмада Шаха
  - Кучинг — Міжнародний аеропорт Кучинг
  - Лангкаві — Міжнародний аеропорт Лангкаві
  - Пенанг — Міжнародний аеропорт Пенанг
  - Сандакан — Аеропорт Сандакан
  - Сібу — Аеропорт Сібу
  - Субанг — Аеропорт імені султана Абдула Азіза Шаха хаб
- Сінгапур
  - Сінгапур — Міжнародний аеропорт Чангі
- Таїланд
  - Самуї — Аеропорт Самуї
  - Пхукет — Міжнародний аеропорт Пхукет

### Нумерація рейсів

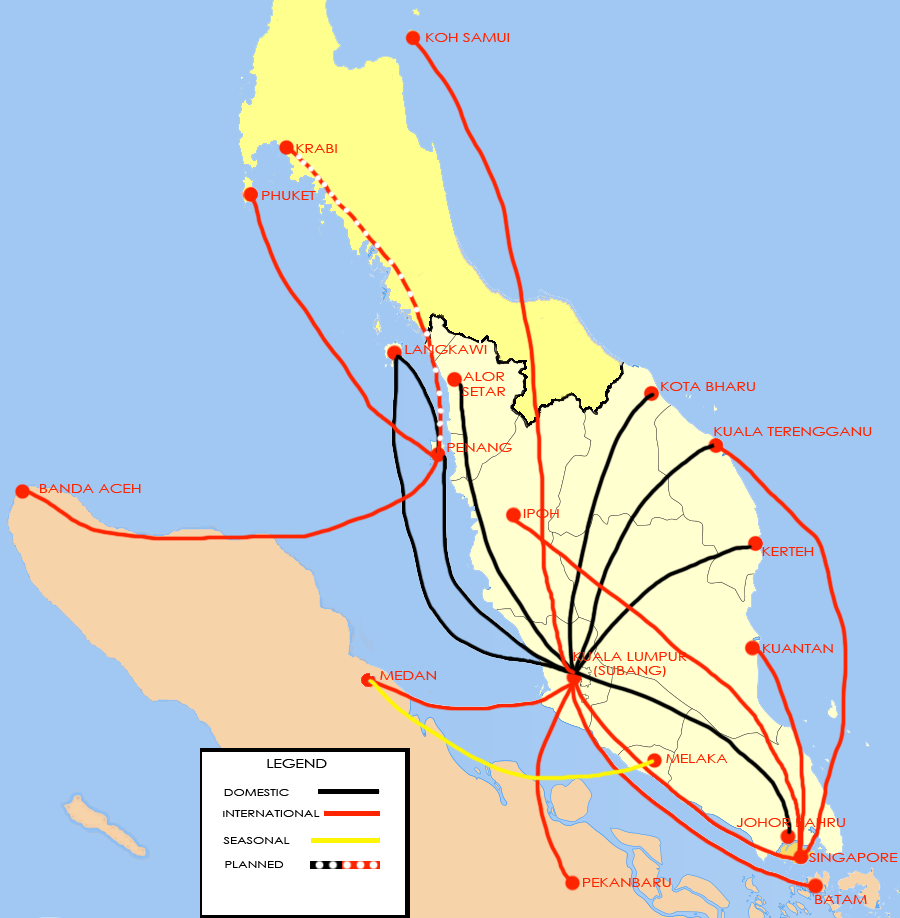
Маршрутна мережа авіакомпанії Firefly у липні 2010 року

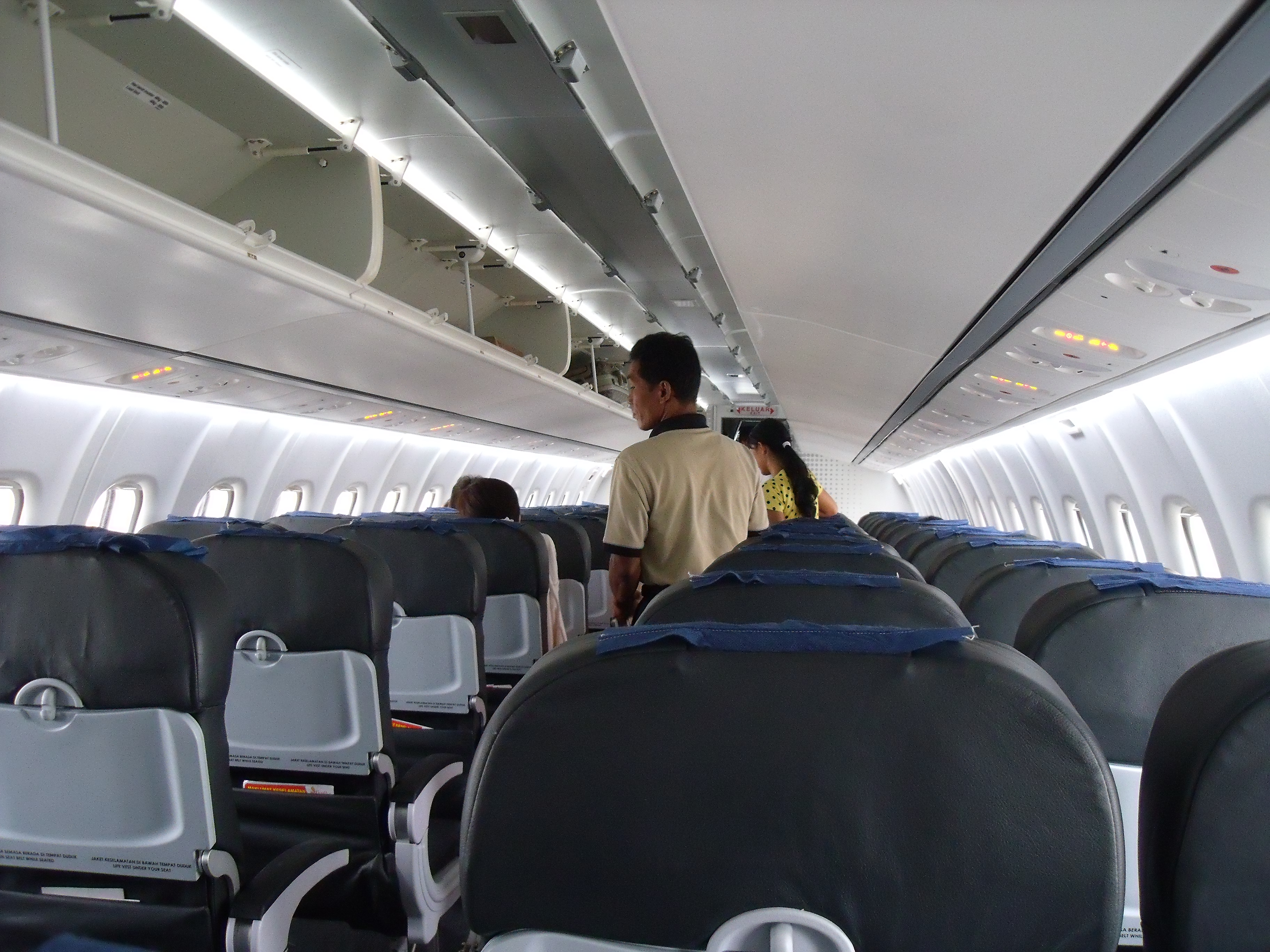
Пасажирський салон ATR72-500 авіакомпанії Firefly

Номери регулярних рейсів Firefly розподілені у відповідності з географією пунктів призначень.
| Діапазон номерів  | Регіон                                         |
| FY 1000 — FY 1999 | Внутрішні з Пенанга (включаючи рейси в Субанг) |
| FY 2000 — FY 2999 | Внутрішні з Субанга (включаючи рейси в Пенанг) |
| FY 3400 — FY 3499 | Індонезія                                      |
| FY 3500 — FY 3599 | Сінгапур                                       |
| FY 3600 — FY 3699 | Таїланд                                        |
| FY 5000           | Тренувальні польоти                            |
| FY 6000 — FY 6999 | Додаткові рейси                                |

## Флот
Станом на березень 2011 року повітряний флот авіакомпанії Firefly представляли літаки, середній вік яких становив 4,5 року:
Авіакомпанія Firefly почала комерційні перевезення на п'ятидесятимісних літаках Fokker F50. 29 жовтня 2007 року компанія орендувала третій за рахунком літак Fokker F50 і ввела регулярний рейс між Пенангом і Субангом.
26 червня 2007 року Malaysia Airlines підписала угоду про придбання десяти літаків ATR 72-500 з опціоном на ще десять одиниць, які згодом замінили в Firefly літаки Fokker F50.
26 серпня 2010 року авіакомпанія оголосила про розміщення замовлення на 4 літаки Boeing 737-800, а 8 листопада 2010 року — ще на 30 літаків того ж типу з кінцевою датою поставки в кінці 2015 року. Дані лайнери планується використати для розширення маршрутної мережі в східній частині Малайзії та міжнародного ринку авіаперевезень на ближніх та середніх дистанціях. Перший Boeing 737-800 надійшов авіаперевізнику у грудні 2010 року та почав роботу на регулярних рейсах 15 січня наступного року.